# デンマーク海峡海戦
デンマーク海峡海戦（デンマークかいきょうかいせん、英:Battle of the Denmark Strait）は、第二次世界大戦中の1941年5月24日、イギリス海軍とドイツ海軍の間で行われた海戦。通商破壊のために大西洋に進出しようとするドイツ戦隊と、それを阻止しようとするイギリス戦隊によって戦われ、ドイツ側が戦術的に勝利した。

## 概要
イギリス戦艦プリンス・オブ・ウェールズと巡洋戦艦フッドは、通商破壊作戦のために北大西洋に出撃しようとするドイツ戦艦ビスマルクおよび重巡洋艦プリンツ・オイゲンをデンマーク海峡に迎撃した。
イギリス艦隊が砲撃を開始して10分足らずのときに、ビスマルクの砲弾がフッドの後部弾薬庫付近に運命的に命中した。不運にも誘爆が生じ、フッドは8分もかからずに沈没した。生存者はわずか3人だった。
プリンス・オブ・ウェールズはビスマルクと交戦し続けたが、主機の深刻な故障に悩まされていた。これに戦闘の被害が加わり、主砲の大半が使えなくなったため、戦闘から離脱せざるを得なくなった。
ビスマルクも作戦行動は十分に行えたものの損害を受けており、プリンス・オブ・ウェールズの追撃は諦めて、プリンツ・オイゲンとともに大西洋に向かった。

## 背景
1941年5月18日、ドイツ海軍の新戦艦ビスマルクは広範囲な試験をついに終え、処女航海である通商破壊作戦「ライン演習作戦」に出撃する準備が整った。ビスマルクはやはりこれも初の任務となる新巡洋艦プリンツ・オイゲンを伴っていた。ドイツの艦隊司令官ギュンター・リュッチェンス提督は、グリーンランドとアイスランドに挟まれたデンマーク海峡を通って大西洋に出撃し、北大西洋の連合国輸送船団を攻撃することにしていた。戦争初期の、戦艦シャルンホルストやグナイゼナウなどのドイツ主力艦による襲撃は敵に大きな損害を与え、イギリスは船団護衛のためにリヴェンジ級などの旧式戦艦を何隻も使わざるをえなくなっていた。これらの艦は旧式でしかも鈍足だったが、15インチ（38.1 cm）砲で武装しており、ドイツの重巡洋艦やポケット戦艦の大部分より強力だった。しかしビスマルクとプリンツ・オイゲンの組み合わせは、そうした戦艦1隻に護衛された輸送船団を襲撃するリスクも冒すことが可能だった。すなわちビスマルクは護衛の戦艦を打ち破ることができ、もう1隻のプリンツ・オイゲンが、護衛を失った商船を追撃し、沈めることができたからである。
2隻はグリーンランド、アイスランドとイギリスを結ぶ線（GIUKギャップ）を西へ通過すると予測され、イギリス海軍の艦船が可能性のありそうな経路を監視していた。索敵を援助するはずだった航空機は、ドイツ戦隊が突破を企てた時点では、雲と雨のため、その役割を果たすことができなかった。5月23日の夕方、存在を秘匿する悪天候という利点にもかかわらず、ドイツ戦隊は、27ノットで航行しているところをイギリス重巡洋艦ノーフォークとサフォークによって視認された。彼らはフレデリック・ウェイク＝ウォーカー少将の指揮下にデンマーク海峡を哨戒していたのである。サフォークに新たに設置されたレーダーによって、巡洋艦戦隊は夜通しドイツ戦隊を捕捉し、その動きを報告し続けた。
翌朝、ドイツ戦隊はアイスランドとグリーンランドの間の海峡においてイギリス艦隊の迎撃を受けた。イギリス艦隊は戦艦プリンス・オブ・ウェールズと巡洋戦艦フッド、および護衛の駆逐艦部隊からなり、フッド座乗のランスロット・ホランド中将がそれを率いていた。
プリンス・オブ・ウェールズは、新たに就役したキング・ジョージ5世級戦艦で、ビスマルクとほぼ同じ大きさと攻撃力を持っていたが、慣熟訓練を終えておらず、乗組員は未熟なままだった。さらに主兵装について機械的な問題を抱えており、まだ造船所の工員を乗せたままで出動していた.。
フッドは、1918年に就役して以来20年にわたって世界最大の軍艦であった。両大戦間におけるフッドは、他のどの軍艦よりも、そして自国ばかりでなく世界中から、イギリスの海軍力の象徴とみなされていた。しかし、巡洋戦艦である以上、防御面に不安が残されていた。不幸なことに、第二次世界大戦へ向かう急激な情勢の展開は、フッドの完全な改装（特に下層甲板の装甲の3インチから5ないし6インチへの強化）を許さなかった。しかしそれでも、フッドの15インチ（38.1 cm）砲の威力は他のどの戦艦にも対抗できるものだった。
はるか南東の地点では、ホランド提督の上官であるサー・ジョン・トーヴィー提督が、ホランド提督にプリンス・オブ・ウェールスをフッドに先行させることを許すよう命令するべきかどうか自問自答していた。この配置だと、より防御の厚いプリンス・オブ・ウェールズが敵の砲火をひきつけることになる。彼はこの命令を出さないことに決定した。彼はこう述べている。『私は上席士官によるそのような干渉は正当化されるものではないと考えていた。』

## 狂った計画

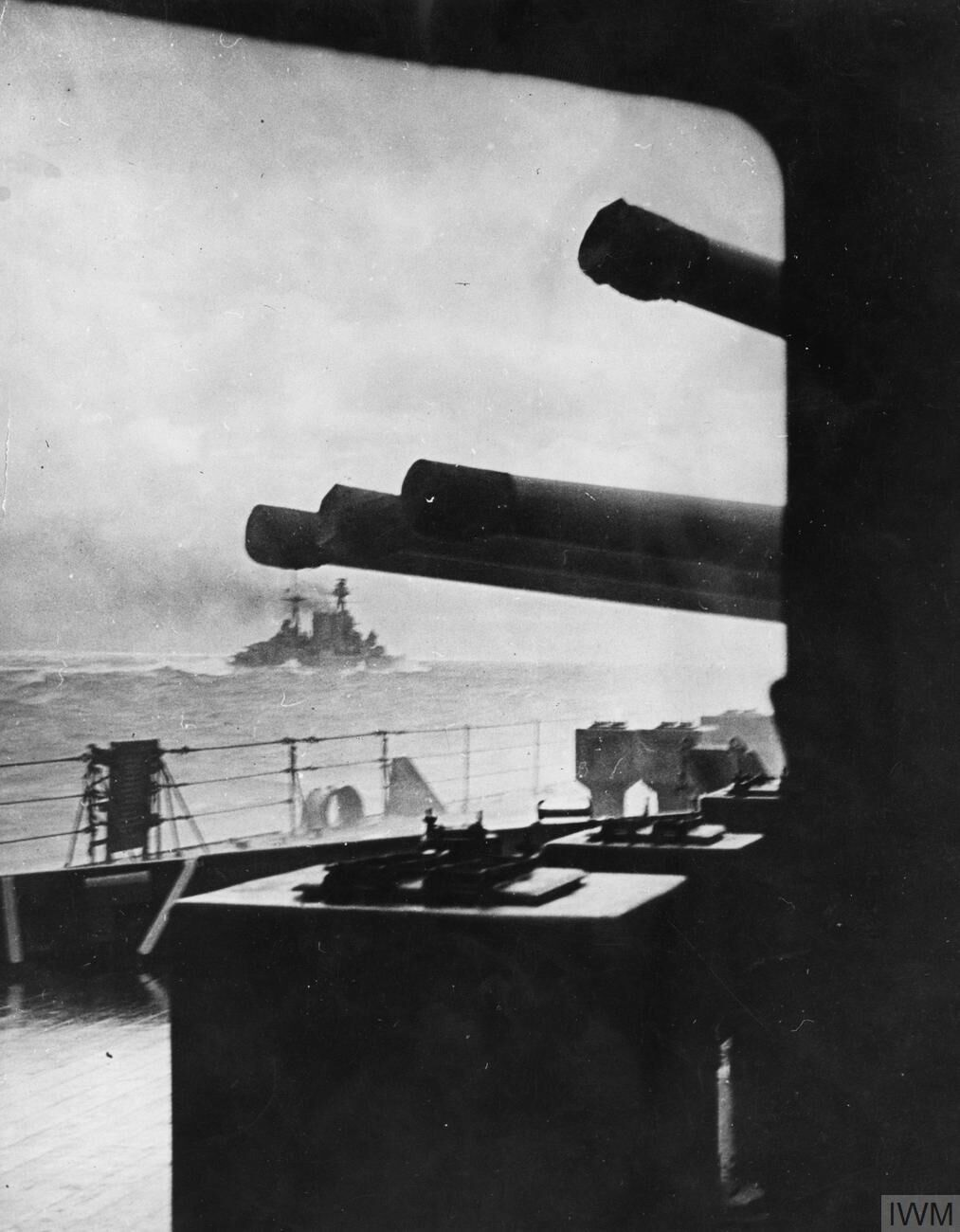
ビスマルクの迎撃に赴くフッドの最後の写真。前景のプリンス・オブ・ウェールズは浸水を防ぐためにA砲塔とB砲塔の向きを首尾線から外している。

ホランドの計画はフッドとプリンス・オブ・ウェールズをビスマルクと戦わせ、サフォークとノーフォークがプリンツ・オイゲンと戦うというものだった（これはプリンツ・オイゲンがビスマルクの後方を航行し続けるであろうというホランドの仮定に基づいていた）。ホランドはこれをプリンス・オブ・ウェールズのジョン・リーチ艦長に信号で知らせたが、自分の位置を明らかにすることを恐れて無線封止を解かず、ウェイク＝ウォーカーへの無線連絡は行わなかった。ホランドは0200（イギリス標準時02時00分。以下同様）での会敵を望んでいた。この緯度での日没は0151、そうすればビスマルクとプリンツ・オイゲンは夕日の残光を背景にシルエットとなり、フッドとプリンス・オブ・ウェールズは夕闇に紛れて、ビスマルクの砲弾の急角度の落下がフッドを脅かさない距離まですばやく接近できるはずだった。ドイツ艦隊はこの時間帯での攻撃を予期していないはずで、イギリス艦隊は奇襲の効果を期待していた。
この計画が成功するかどうかは、サフォークらがドイツ艦隊との触接を絶やさないことに掛かっていた。しかしサフォークは0028に触接を失った。それから1時間半の間、ホランドは敵影を発見することもノーフォークまたはサフォークからいかなる情報を得ることもできなかった。やむを得ず、ホランドはフッドとプリンス・オブ・ウェールズに南南西への転針を命じ、また駆逐艦部隊に北方を捜索させた。
触接が失われている間に、2つの戦隊は間一髪の差ですれ違っていた。ドイツ戦隊は0141にはグリーンランドの結氷ラインに沿う西向きのコースを変えずに進んでいた。イギリス戦隊はそれよりかなり早い時刻にそのコースを取っていた。ドイツ戦隊がこのコースを変更したとき、イギリスの駆逐艦部隊はその南東10マイル（16 km）の地点にいた。視界が3ないし5マイルと低くなかったら、ドイツ戦隊は捕捉されていただろう。
0300直前になってサフォークはビスマルクとの触接を回復した。フッドとプリンス・オブ・ウェールズは35マイル離れていてドイツ戦隊よりわずかに先行していた。ホランドは、28ノットに増速してドイツ戦隊に向かうように信号した。サフォークの触接の喪失はイギリス艦隊にとって不利に働いていた。イギリス艦隊はホランドが企図した正面を横切る形での急速な接近でなく、浅い角度をとってゆっくりと接近していかなければならなかった。これはフッドがビスマルクの急角度の砲弾に、その弱点を長時間さらすことを意味していた。0320、ドイツ戦隊が真西に転針したとサフォークが報告したとき、状況はさらに悪化した。いまや両戦隊はほとんど並走していた。
0535、プリンス・オブ・ウェールズの見張員が17マイル（28 km）の距離にドイツ艦を視認した。ドイツ艦隊はすでに音響探信によってイギリス艦への警戒態勢に入っており、その10分後にイギリス艦の排煙とマストを視界に捉えた。ホランドにはこの点で、サフォークと合流してビスマルクを追尾し、トーヴィーのキング・ジョージ5世他の攻撃部隊を待つか、または自らの戦隊に攻撃を命じるかの選択肢があった。彼は0537に決断を下した。荒れた海峡の海では駆逐艦はほとんど役に立たず、またノーフォークとサフォークの巡洋艦部隊はドイツ部隊との戦闘に参加するにはあまりにも遠く遅れていたからである。

## 戦闘開始

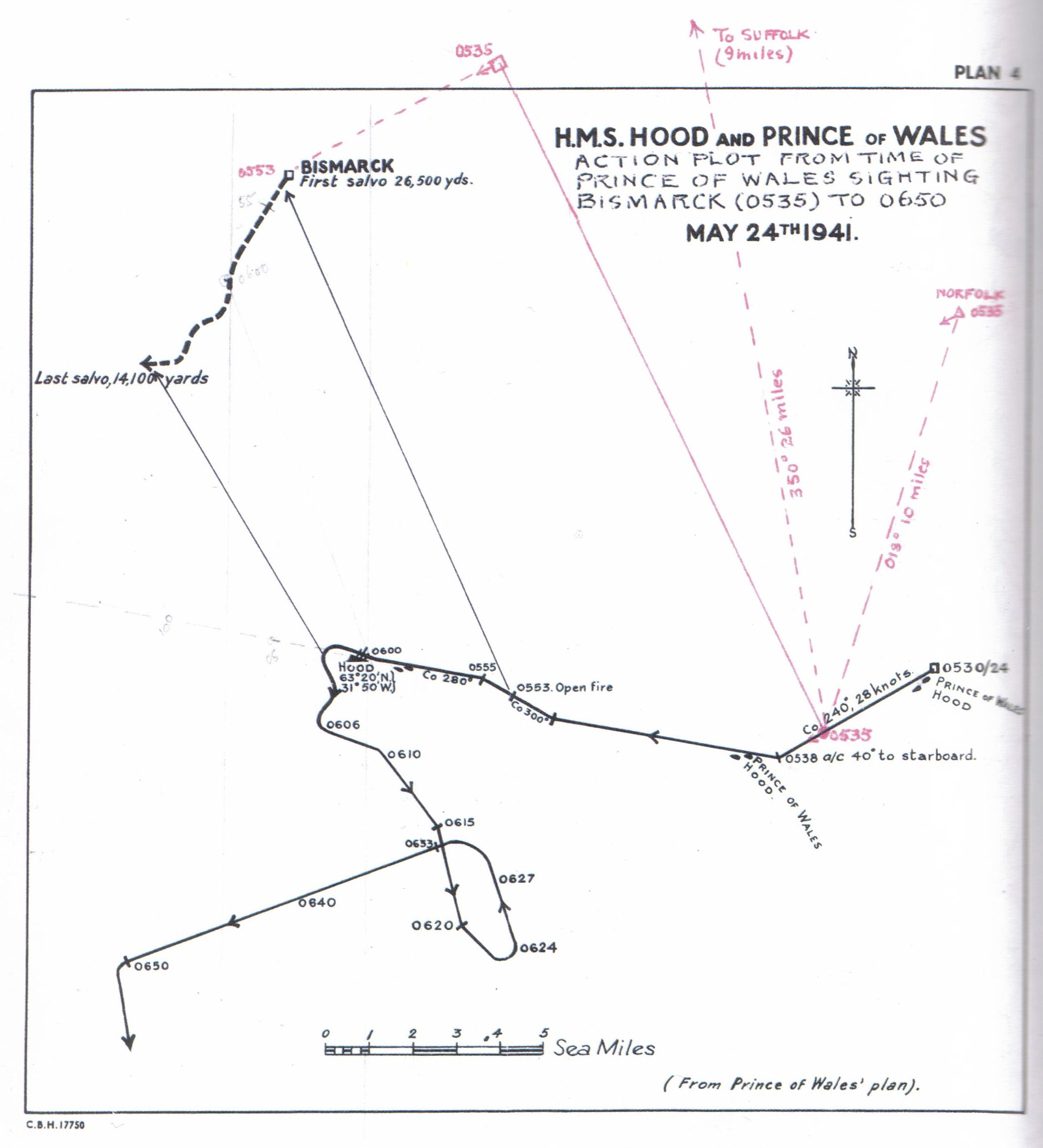
ドイツ艦隊（上側）とイギリス艦隊（下側）との交戦図。

0552、フッドはおよそ24,200 mの距離から砲撃を開始した。ホランドは初め、先行していたプリンツ・オイゲンをその位置関係からビスマルクと誤認し、砲撃を命じた。ホランドはすぐに命令を改め、指揮下の2艦に後行するビスマルクと交戦するように命じた。プリンス・オブ・ウェールズはすでにビスマルクを正しく特定していたが、フッドはしばらくの間プリンツ・オイゲンに発砲し続けたと考えられている。
ホランドは砲術の専門家であったので、フッドの水平防御の脆弱さとそのもたらす危険を熟知しており、したがって、できるだけ早く距離を詰めることを欲していた。短い距離になればなるほどビスマルクの砲弾の弾道は水平に近づき、甲板でなく舷側に当たるか、または上甲板を飛び越すはずだった。しかし、ホランドは距離を詰めるにあたってドイツ艦隊を横というより前においた角度で航行した。これはイギリス戦隊の主力艦の主砲18門のうち使えるのは前方に向いたわずか10門に過ぎないことを意味し、ドイツ側は、図らずもいわゆるT字戦法の形を得ることとなった。しかもプリンス・オブ・ウェールズの主砲のうち1門は最初の斉射で故障してしまったため、10門から9門に減っていた。
ビスマルクは 20.3Km の距離で応戦を開始、さらに、イギリス艦隊の砲撃が2つの目標に分散している間、ドイツ艦隊は全砲をフッドに集中させていた。もしもノーフォークとサフォークがビスマルクに接近して後方から脅かすように命令されていれば、ドイツ艦の後部の砲塔がそちらに向けられ、交戦の火力が減らされたかもしれない。ホランドがこのことを考慮した可能性はある。ビスマルクの後部火器管制室に送られた「2隻の巡洋艦を警戒せよ」という命令は、リュッチェンスがこのような動きを予測していたことを示している。しかしホランドはウェイク＝ウォーカーにこのような命令を下し損ねており、機会が訪れることはなかった。
またドイツ艦隊は風上の利点も保持していた。これはイギリス艦が風上に向かって進まなければならないこと、そして波しぶきが前部砲塔の測距儀のレンズをびしょ濡れにしてしまうことを意味しており、その代わりに司令塔にあるより小型の測距儀を使わざるを得ないこととなった。加えて、ホランド提督はプリンス・オブ・ウェールズに、フッドのコースと速度の変動に逐一追随できるようにフッドの近くにいるように命じていた。これは、ドイツ側にとって距離測定を有利にしただけでなく、イギリス側にとっては弾着がフッドとプリンス・オブ・ウェールズどちらのものだったのかの判別を困難にしていた。
最初に命中弾を得たのはプリンス・オブ・ウェールズだった。そして3回にわたってビスマルクを叩いた。1回目は指揮官艇に命中し、艦の中央部にある水上機射出用カタパルトを使用不能にした。第2の命中弾は艦首を一方から反対側に撃ち抜いた。第3弾は水面下で船体に当たった。第2、第3の命中弾は軽度の損害と中程度の浸水をもたらした。より重要なことは、艦首への損害が1,000トンの燃料を貯蔵する前部燃料タンクを破壊したことであった。その結果、ビスマルクは速度をわずかに減らすとともに、はっきり視認できる油膜をその航跡に残すことになったのである。
リュッチェンスは0555まで砲戦を続けた。その間、ドイツ艦は2隻ともフッドを目標とした。フッドのボートデッキに命中した砲弾は、すぐに使えるように砲側に置かれていた4インチ（10.2cm）砲の弾薬に着火し、かなり大きな火事を引き起こしたが、この火事は艦の他の領域までは広がらず、爆発にもつながらなかった。また未確認であるが、フッドはその艦橋の基部と前檣楼レーダーディレクターにも命中弾を受けていた可能性がある。
このときどちらのドイツ艦がフッドに命中弾を与えたのかは議論の対象となっている。プリンツ・オイゲンはプリンス・オブ・ウェールズを砲撃の対象としていたのでフッドに命中弾を与えることはありえないという主張もされている。しかし、プリンツ・オイゲンの砲術長であり後の主たる証言者であるパウル・シュマーレンバッハ(Paul Schmalenbach )はこれを否定し、オイゲンの標的もまたフッドであったと述べている。

## フッドの轟沈

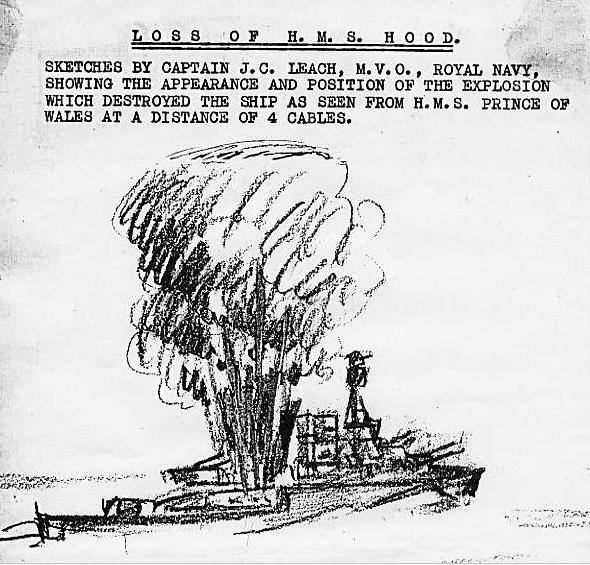
1941年の2度目の査問委員会に提出されたプリンス・オブ・ウェールズのリーチ艦長によるスケッチ。大爆発の直前に主檣付近から噴出し、船体後部を視界から遮った煙または炎の柱を現わす。この現象は、機関室通風器から漏れ出たコルダイト火薬の火であると考えられている。（本文参照）

0600に、ホランドは部隊にもう一度左に回頭するよう命じ、フッドとプリンス・オブ・ウェールズの主砲をすべて敵に向けられるようにした。この回頭の途中、プリンス・オブ・ウェールズ艦上からは、およそ 14 km の距離からのビスマルクの一斉射撃の砲弾が、フッドの主檣周辺に着弾するのが見えた。そしてその38cm砲弾の一つがフッドの主檣とその後方にあるX砲塔の間のどこかを直撃した。
直後に、主檣付近から、巨大なトーチランプの火のように巨大な火柱が噴きあがった。そしてそれに続く爆発が中央部からY砲塔に至る船体の大部分を破壊した。船体は2つに分断され、まず後部が沈んだ。艦首部も上を向き、回転しながらまもなくあとに続いた。艦首部が沈む直前に、前部砲塔が、おそらく死を宣告された砲員によって、最後の斉射を行った。
この最後の斉射の少なくとも1弾がビスマルクの燃料タンクを貫通し、大きな穴を開けることによってビスマルクの燃料流失を早め、結局連合国部隊の追撃を振り切ってフランスに逃げ込むことを阻んだという主張がなされてきた。しかし、この命中弾はプリンス・オブ・ウェールズの14インチ（35.6 cm）砲弾（上述の3斉射の1つ）であると考えるのが通常である。
破片は半マイル後方のプリンス・オブ・ウェールズにも雨のように降り注いだ。フッドはおよそ8分で沈没した。ホランド中将を含む1,415人が運命をともにした。乗組員のうち生き残ったのは、2時間後に駆逐艦エレクトラによって救助されたテッド・ブリッグス、ボブ・ティルバーン、ビル・ダンダスのわずか3人だった。
当時のイギリス海軍本部は、フッド喪失の原因を検討し、ビスマルクの38cm砲弾の1つが火薬庫に侵入し、破滅的な爆発を起こした可能性が最も高いと結論した。
2001年に見つかったフッドの残骸を潜水艇で調査した結果によれば、主檣付近の4インチ（10 cm）砲の弾薬の爆発が、目撃された垂直の火柱の原因であり、それに引火した後部15インチ（38.1 cm）砲の弾薬の爆発が艦尾を破壊したものと考えられている。この爆発が燃料を燃やしつつ右舷燃料タンクを経由して前部に伝わり、前部の弾薬を爆発させ、艦を完全に破壊した可能性がある。
フッドの残骸は、艦首部は一切の構造を失って曝されており、1番砲塔から前部甲板に至る大きな区画が失われている。船体中央部の外板は外側に反り返っている。さらに、600トンの司令塔を含む前部構造物の主要部分は、船体の残骸から1マイル（1.6 km）以上離れて見つかった。これは後部の弾薬の爆発の火炎と圧力が前部に及び、前部の15（38.1 cm）インチ砲の弾薬をも爆発させたという見解を裏付けるものである。

## プリンス・オブ・ウェールズ
プリンス・オブ・ウェールズはまさに沈みゆくフッドに向かって進んでいた。艦長のジョン・リーチはフッドの残骸からの緊急回避を命じた。この急激な進路変更は自らの照準を狂わせ、ドイツ艦からははなはだ狙いやすい位置に自らを進めることとなった。ほどなく元のコースに戻ったものの、今度は2隻のドイツ艦の砲火を集中して受けることとなった。
プリンス・オブ・ウェールズはプリンツ・オイゲンから4回、ビスマルクから3回の斉射を浴びた。そのうち1弾は上部構造物を貫通し、羅針甲板と対空砲甲板の乗員の多くを死傷させた。別の1弾の破片はレーダー室を打ち壊し、中にいた乗員の命を奪った。プリンツ・オイゲンの20.3 cm砲の1弾は後部5.25インチ（13.3 cm）砲塔の下部にある揚弾機室に飛び込んだ。またビスマルクの38 cm砲の1弾は舷側装甲帯の下の水面下に命中して、喫水線下8 mの船内に4 mも侵入したが、防雷装甲隔壁によって阻止された。プリンス・オブ・ウェールズにとって幸いなことにどちらの弾丸も不発だったが、少量の浸水といくらかの燃料流失は避けられなかった。プリンス・オブ・ウェールズの水面下を襲ったこの38 cm砲弾については、いくつか誤った見解が示されているが、それは補助機械室にとどまっており、弾薬庫を危険に陥らせたという事実はない。
この頃、プリンス・オブ・ウェールズの艦砲の不具合は深刻なものとなり、大部分の主砲が使用不能となっていた。リーチ艦長は、このまま戦闘を続けることにより、敵に更なる損害を与えないまま艦を喪失する危険を冒すことになると判断し、煙幕を展張して離脱するよう命じた。0604、プリンス・オブ・ウェールズは後部砲塔のみ砲側照準で発射しながらドイツ戦隊から離脱した。しかしその砲塔も、1,500トンもの重みによって旋回装置が故障し、操作不能となってしまった。砲塔の兵員と民間人の技術者の努力にもかかわらず、故障が回復したのは0825になってからだった。このときの斉射は不揃いで、また近弾だったと考えられている。プリンス・オブ・ウェールズは0610に戦闘を停止した。死者は13名、負傷者は9名だった。このとき、最初の回頭によってプリンス・オブ・ウェールズが一旦プリンツ・オイゲンの魚雷の射程に入り、それが発射されようとした時に再回頭してそこから離脱したということがあったが、このタイミングは全くの偶然である。

## 戦闘中止
ビスマルクではフッド撃沈に意気揚々たるものがあった。そしてプリンス・オブ・ウェールズを追撃し、これをも屠ってしまうのだと大方の者が予想していた。ビスマルク艦長のエルンスト・リンデマンはリュッチェンスにその許可を求めた。リンデマンは砲術の専門家で、プリンス・オブ・ウェールズがまさに手の中にあることを知っていた。たとえトーヴィー提督の戦隊がスカパ・フローを前日に発進していたとしても、プリンス・オブ・ウェールズを追撃して撃沈（リンデマンは2、3時間しかかかるまいと考えた）した後でもまだビスマルクから300カイリ（555 km）以上離れていると考えられた。しかしリュッチェンスはリンデマンに追撃の許可を与えず、また説明もしなかった。リンデマンは再度、より強硬に要請を繰り返した。リュッチェンスは、海軍総司令官エーリヒ・レーダーの命令 - 損害を拡大し、またイギリス海軍の待ちかまえる手の中にビスマルクを差し向けることになるような不必要な戦闘は避けるべし - にあくまで忠実だった。リュッチェンスはプリンス・オブ・ウェールズを追跡せず、戦闘を打ち切った。彼は戦隊を270度（ほぼ南西）に向けた。
2人の上級指揮官のこの意見の衝突は、彼らの行動の規範が相容れないものだったことの反映である。ビスマルク艦長のリンデマンは何をおいてもまず戦術家として行動した。それゆえ自艦の当面の目標がプリンス・オブ・ウェールズの撃沈であることに何の疑問も抱かなかった。そして、自ら固く信じていることを押し通そうとした。リュッチェンスは、艦隊の指揮官として、また作戦遂行の責任者として、戦略的な作戦レベルで行動した。ある意味で彼の命令は明確であった。第一の優先目標は輸送船団の攻撃であり、『限定的で、おそらく不確かな結果を得るために大規模な交戦を行う』リスクを冒すことではなかった。とはいえ、レーダーはまたリュッチェンスに、戦闘が回避できない場合は大胆かつ臨機応変にそれに臨み、積極的に戦い抜くことを指示してもいた。
肝心な点は、リュッチェンスの命令が、いままさに成し遂げられたような華々しい成功を目指したものではなかったということである。彼が固く保持した優先目標はもっぱら民間の輸送船団の撃沈であって、敵の軍艦との遭遇は極力避けるべきものであった。さらに、ドイツを出発する前に、リュッチェンスはコンラッド・パツィヒ提督とヴィルヘルム・マルシャル提督にレーダーの命令を固守すると宣言していた。この意味は、レーダーの命令を拒否したために更迭された艦隊司令官の3人目になるつもりはない、ということだった（マルシャルはその更迭された前任者のうちの1人だった）。それに加えて、リュッチェンスは自らの命令決定について部下の意見を求めるような性格ではなかった。
リュッチェンスは、仮に戦っている相手がキング・ジョージ5世でなく、公試の済んでいないプリンス・オブ・ウェールズであると知っていたとしても、その決定を翻すことはなかっただろう。プリンス・オブ・ウェールズを追撃することは、戦隊をノーフォークとサフォークからの更なる砲撃や魚雷攻撃にさらすことを意味しており、明確に禁じられた冒険に彼の戦隊と乗組員をさらすことになるのだった。
0619と0625の間にサフォークはビスマルクの方向に6回の斉射を行ったが、それはビスマルクと航空機のレーダー反応を取り違えたものであった。その時、サフォークはビスマルクとプリンツ・オイゲンのいずれからも射程外にいた。

## その後
ホランド中将が戦死したため、プリンス・オブ・ウェールズの指揮はノーフォーク、サフォークと同様にウェイク＝ウォーカー少将が執ることになった。それは、ビスマルクを沈めるのに十分な軍艦が集中することができるまで、ビスマルクに対処する責任を負ったということでもあった。ウェイク＝ウォーカーには、ビスマルクとの戦闘を再開するか、あるいは来たるべきトーヴィー提督による攻撃を確実にするか、という選択肢があったが、彼は後者を選び、ドイツ戦隊の追尾を続けた。ウェイク＝ウォーカーは、これ以上の戦闘はビスマルクに与えるより大きな損害をプリンス・オブ・ウェールズに与え、さらに巡洋艦も危険にさらすことになると結論した。彼はトーヴィーが接近しつつあることを知っていた。そしてプリンス・オブ・ウェールズに可能な限りの速度でノーフォークに続くよう命令し、攻撃を受けた際にはノーフォークが頼れるようにした。0757、サフォークはビスマルクが速度を減らしたこと、損害が発生していると思われることを報告した。

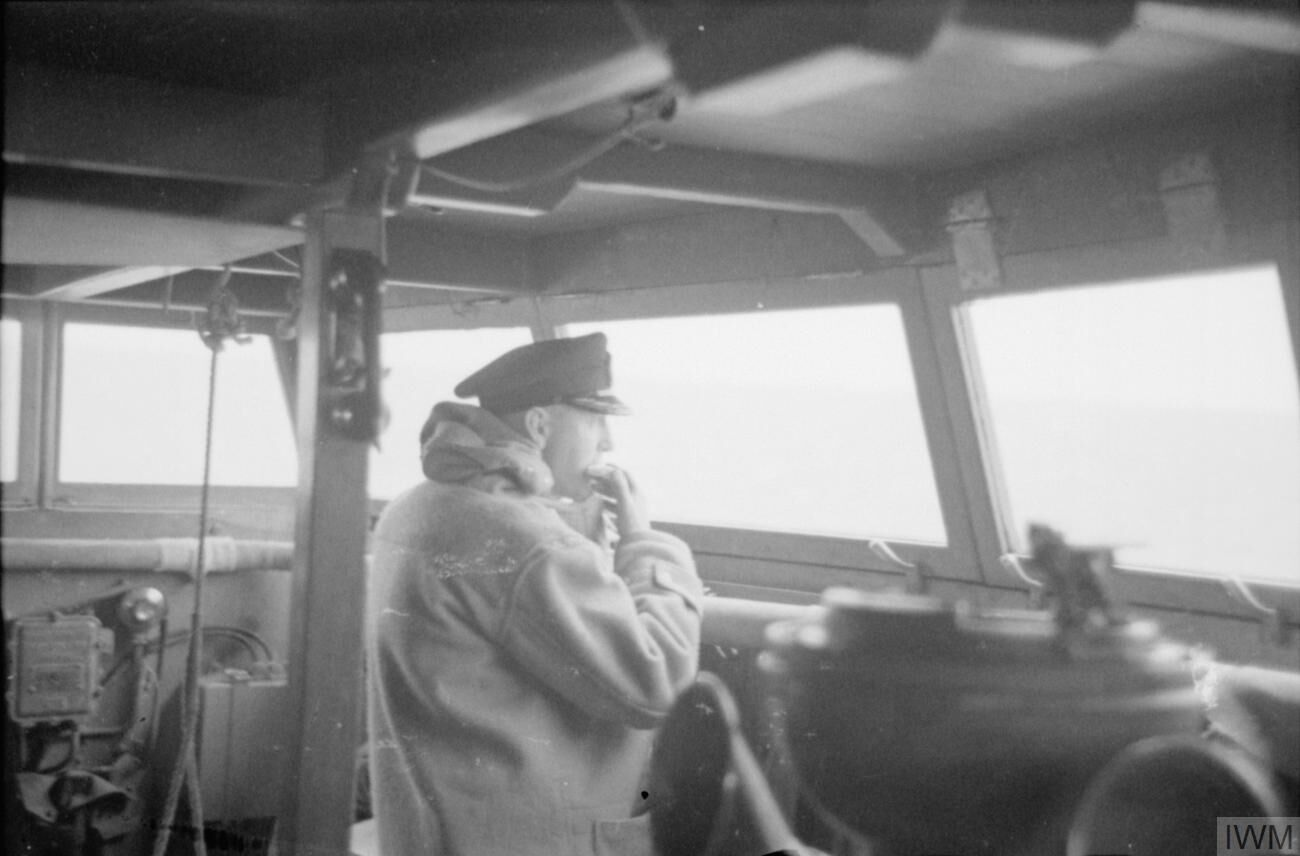
ビスマルクを追跡する間、艦橋にとどまって昼食をとるサフォークの艦長

ビスマルクが艦首に最初の命中弾を受けてから、26人からなる艦の6つのダメージコントロールチームはすべて、損害修復のために休みなく働いていた。右舷のスクリューの先端が水面上に見えるという報告を受けて、リンデマンは艦のトリムを回復するために艦尾の2つの隔室に注水するよう命じた。彼はまたダイバーに、必要不可欠な1,000トンの燃料を貯蔵している艦首の燃料タンクをまず前部の缶室に接続し、次に上甲板に暫定的なラインを設置して後部燃料タンクに接続するように命じたが、いずれも失敗した。リンデマンは次に、艦首の穴を当て物で塞ぐために、ビスマルクの速度を落としてまず一方に傾け、次にもう一方に傾ける許可を求めたが、リュッチェンスは今回も説明抜きで拒否した。結局、提督は第2缶室と補助缶室の穴をハンモックと衝突防止マットで塞いで海水の流入を止めるために22ノットまで減速することに同意せざるを得なかったが、この試みも失敗に終った。第２缶室は閉鎖され、速力は28ノットに低下した。
浸水と共に燃料の流出も発生していた。リュッチェンスはプリンツ・オイゲンに、後退してそれが艦尾後方にどのくらい跡を引いているのか確認するよう命じた。油の絨毯は、航跡の両側を広く覆って虹色に光っており、強い臭いを放っていた。それはビスマルクの航跡を示す隠しおおせない目印となっていた。
前部燃料タンクの損傷と、作戦の初期にベルゲンにおいて燃料補給の機会を逸したことが重なって、ビスマルクの燃料残量はすでに3,000トンを下回っており、これは大西洋で船団攻撃を行うには甚だ不十分であった。また、作戦の成功にとって不可欠であると思われた奇襲の要素はもはや明らかに失われており、のみならず、戦隊はサフォーク、ノーフォークとさらにはプリンス・オブ・ウェールズにも相変わらず追跡され続けているのだった。リュッチェンスは、ビスマルクの任務を中止して修理のために近くのドックに向かう必要があると判断した。
問題はどの港に向かうかということだった。敵性でない港で最も近いのはベルゲンとトロンヘイムであり、距離は1,000マイル少々である。しかしその方角に進むことはアイスランドの北または南を通過することを意味しており、そこでは敵空軍が彼らの通過を全力で見張っている上に、スカパ・フローから強力な戦隊が向かってきている可能性もあった。またリュッチェンスは自分の持っている情報があてにならないことも知っていた。海軍の北部管区司令部からはフッドは「西アフリカにいる」と知らされていたのであり、キング・ジョージ5世級が周辺にいるという情報も得ていなかったのである。
ベルゲンに戻るというリンデマンの進言を拒否し、リュッチェンスはビスマルクがフランスのサン・ナゼール港に向かうよう命令した。フランスの海岸はベルゲンより600マイル（960 km）も遠かったが、その緯度での比較的長い夜と広い海面で追跡者をまいてしまえる可能性があり、加えて、Uボートの警戒線の内側に誘い込める可能性もあった。そしてビスマルクの損傷の修理がひとたび完了すれば、イギリスの通商ルートの端にまさしく位置していることになり、巡洋戦艦シャルンホルストとグナイゼナウの潜在的な支援も受けられるのであった。両艦は「ベルリン作戦」終了後、その年のはじめからブレストにおり、修理とオーバーホールを行っていた。ただしブレストはサン・ナゼールよりもイギリス本土に近く、イギリス空軍爆撃機の行動範囲内にあった。
リュッチェンスは無傷のプリンツ・オイゲンを離脱させ、単艦で通商破壊を行わせることにした。巡洋艦ははるか南のタンカーとの会合地点に向かった。しかしプリンツ・オイゲンは主機の故障に苦しみ、結局通商破壊を行うことなく、1隻の商船も沈めずに任務を断念してブレストに入港した。

## 本国での反響

### ドイツ
リュッチェンスの戦果のニュースは、ベルリン、ヴィルヘルムスハーフェン、そしてパリを青天の霹靂のように打った。緊急電話がドイツ支配下のヨーロッパ全域を嵐のように駆け巡った。ベルリンの海軍本部はリュッチェンスの勝利に沸きかえったが、その喜びはビスマルクの損傷とフランスに向かうという知らせによって薄められた。総司令官レーダー提督には、リュッチェンスが直ちにサン・ナゼールに向かうのか、それとも追っ手をまいて中部大西洋で給油してから向かうのか、分からなかった。レーダーは直ちに参謀長オットー・シュニーヴィント提督と打合せを行い、シュニーヴィントはヴィルヘルムスハーフェンの北部管区司令官であるロルフ・カールス提督に電話をかけた。カールスはリュッチェンスをドイツに呼び戻す命令を作成していたが、まだ発信していなかった。シュニーヴィントは、リュッチェンスは正午に北部ヘブリディーズと南部グリーンランドの間に引かれた境界線を横切っており、北部管区から西部管区の管轄に移っているので、リュッチェンスを呼び戻す命令をカールスが発することは出来ないと指摘した。シュニーヴィントは次に西部管区司令官アルフレート・ザールヴェヒター提督に電話を掛け、彼にリュッチェンスを呼び戻すつもりがなく、そして、そのような決定はシュニーヴィントとレーダーとの間で議論されなければならないと思っていることを確認した。
レーダーはシュニーヴィントと再び連絡を取り、彼らの手元には状況に関する十分な情報がなく、最もよくわかっているはリュッチェンスその人であると話した。それからレーダーはバイエルン・アルプスのオーバーザルツベルクにいたアドルフ・ヒトラーに電話で連絡を取った。ヒトラーはフッド沈没のニュースを冷静に受け取り、喜んだり、勝ち誇ったようなそぶりを示すことはなかった。レーダーの報告を聞いた後、ヒトラーは側近に振り向き、その個人的な感想をこう述べた：
| 「 | イギリスの巡洋艦に捕捉され続けながらリュッチェンスがフッドを沈め、出来たてで故障を抱えているもう1隻もほとんど行動不能にしたというのなら、なぜそいつも沈めてしまわんのだ?なぜ今の状態から抜け出すか、反転するとかしないのだ? | 」 |

フッド撃沈のニュースは、ヨーゼフ・ゲッベルス宣伝相によって、熱狂的に取り上げられた。その夕刻には「いざ征かん英国へ」その他の景気の良い軍楽と一緒に全国に放送された。ドイツ国民はすでにクレタ島沖でのイギリス海軍に対するドイツ空軍の勝利（クレタ島の戦い）のニュースに沸き立っており、フッド撃沈に有頂天になった。

### イギリス
イギリスの民衆は、最も象徴的な軍艦とその1,400人以上の乗組員が一瞬にして喪われたことにショックを受けた。海軍本部はビスマルクを追い詰め、撃沈するために、大西洋で使用可能な軍艦をすべて動員した。イギリス海軍は全力でビスマルクを追跡し、戦い、そして5月27日の朝それを成し遂げた。
後日、ウェイク＝ウォーカーとプリンス・オブ・ウェールズ艦長ジョン・リーチは軍法会議に掛けられそうになった。問題とされたのは、フッドが沈んだあと、ビスマルクとの交戦を続けなかったことであった。本国艦隊司令長官ジョン・トーヴィーはこの批判に愕然とした。トーヴィーと彼の上官である第一海軍卿サー・ダドリー・パウンド提督との間で激しい議論が交わされた。トーヴィーは2人の士官が自艦を不必要な危険にさらすことなくドイツ戦隊を追跡した行動は正しいのものであると主張した。さらにまた、プリンス・オブ・ウェールズの主砲は故障を繰り返しており、到底ビスマルクとわたりあえる状態ではなかったとも言った。トーヴィーは、軍法会議が開かれるならば、職を辞して、どの法廷にも『被告の友人』たる被告側の証人として出席すると宣言した。その後、軍法会議が提案されることはなかった。
イギリスの査問委員会は速やかにフッドの爆発の原因を調査し、レポートを作成した。最初の査問に対して、利用できるすべての証拠を吟味していないという批判がなされたため、第2回の査問委員会はより広範囲にフッドの喪失について調査し、爆発の原因として考えられるものという観点から、その時点で就役中の大型軍艦の脆弱さの試験を行った。結論は、最初の査問のときと同様、ビスマルクの38 cm砲弾がフッド後部の弾薬の爆発を招いたというものだった。その結果、古参の軍艦に対して、弾薬庫の防御の強化や、それに関連した若干の改善が行われた。
多くの海軍歴史家や作家がビスマルク戦の分析を行い、双方の指揮官の判断について考察した。最も議論の対象となった1つは、リュッチェンス提督が戦いを続けるのでなく、大西洋へ向かうことを選んだことである。極めて孤立的なリュッチェンスは、プリンス・オブ・ウェールズを追撃しないことの説明をついに行わなかった。

### フッド喪失の影響
偶然とはいえフッドを沈められたことによりイギリス海軍の怒りは頂点に達した。その後のビスマルク追撃戦において、イギリス海軍は確実な復讐のために動かせる全ての戦力を動員し、ビスマルクをなぶり殺しにした結果、ビスマルクは浮かぶ廃墟と化して撃沈された。
さらに、イギリス海軍の怒りはビスマルクを沈めてもなお納まらず、その後のドイツ海軍に対する攻撃はより徹底された。1941年6月以降、イギリス海軍が大西洋水域の船団護衛に戦艦を投入する必要が皆無になったことからも、ドイツ海軍全般における水上艦の壊滅的状況がわかる。

## ユトランド沖海戦との類似
この海戦におけるホランド中将の行動からは、ユトランド沖海戦の初期段階でのデイヴィッド・ビーティ提督との類似点がいくつも見つけられる。ホランドの行動からは、H部隊の到着まで、ウェイク＝ウォーカーの追跡を支援するのでなく、直ちにビスマルクと交戦しなければならないと考えていたのは明らかである。ビーティも同様に、ドイツ艦隊をジョン・ジェリコー提督率いるグランドフリートの方に誘引するのでなく、自らの戦力でフランツ・フォン・ヒッパー提督のドイツ巡洋戦艦部隊と交戦べきであると考えていた。
ホランドはビーティのように、大型艦の数では優勢だったが、それぞれの単位の戦闘力は劣勢であった。さらに、ホランドの行った戦力配置とユトランドでのビーティの配置にも類似点がある。ビーティもホランドも、ドイツ部隊を針路前面に置いて攻撃した。その結果としてビーティの艦隊は中央および後部の砲塔を敵に向けることが困難だったし、ホランド部隊も、フッドの最後の左回頭直前まで、後部砲塔を使うことができなかった。ビーティは艦隊のうち最も装甲の薄い巡洋戦艦部隊を戦列の先頭に置き、より強力で装甲も厚いクイーン・エリザベス級戦艦を後衛に置いた。同様にホランドも古くて防御の弱いフッドを、より強力な（就役したばかりで試験も済んでいないが）プリンス・オブ・ウェールズの前に置いた。また両提督とも、旗艦から管下の部隊に対して厳格な統制を行った。これは、リーチ艦長が独自の判断でプリンス・オブ・ウェールズを機動させ、敵を混乱させるような行動を取れる可能性を失わせた。
さらなる類似点として、ドイツ海軍の戦術的勝利と戦略的敗北がある。今回、ドイツ海軍はユトランド沖海戦と同じようにかろうじて戦術的勝利を得たが、フッドを偶然にも沈めてしまったことでイギリス海軍の怒りを買い、その後の自海軍の崩壊を早めたという点で戦略的には完敗した。